# Dicranella austro-sinensis
Dicranella austro-sinensis är en bladmossart som beskrevs av Theodor Carl Karl Julius Herzog och Hugh Neville Dixon 1933. Dicranella austro-sinensis ingår i släktet jordmossor, och familjen Dicranaceae. Inga underarter finns listade i Catalogue of Life.